# James Gordon Farrell
James Gordon Farrell (25 de enero de 1935-11 de agosto de 1979) fue un novelista británico, comúnmente conocido como J. G. Farell. 
Farrell adquirió relevancia gracias a sus novelas de trasunto histórico, en concreto las dedicadas al desmoronamiento del Imperio Británico. Como afirmó en una entrevista, «la cosa más interesante que ha ocurrido durante mi vida es el declive del Imperio Británico».

## Vida
J.G. Farell nació en Liverpool en 1935 y murió tragicamente en 1979, ahogado en un accidente de pesca.  

## Obra
En su obra destaca la Trilogía Imperial (Empire Trilogy: Troubles/ Problemas (1970); The Siege of Krishnapur/ El asedio de Krishnapur (1973); The Singapore Grip/ El control de Singapur) (1978), que aborda los últimos compases del Imperio Británico y su sistema de gobierno colonial.

## Premios
El sitio de Krishnapur ganó el prestigioso Premio Booker (Booker Prize) en 1973. 
En 2010, póstumamente, le fue otorgado por segunda vez el Booker por Troubles, reparando la omisión del premio en 1970.